# Donalsonville
Donalsonville è una città degli Stati Uniti d'America, situata in Georgia, nella Contea di Seminole, della quale è il capoluogo.